# Héctor Soto
Héctor Soto (ur. 20 czerwca 1978 roku w Nowym Jorku) – portorykański siatkarz, reprezentant Portoryka, grający na pozycji atakującego.
Do ojczyzny swych rodziców – Portoryko – wyjechał w wieku 7 lat.
Przez wiele sezonów występował w najlepszym w klubie w Portoryko ze stołecznego San Juan. W 2001 roku wyjechał do Europy. 23-letni Soto, który był uważany za jednego z najlepszych graczy na swoim kontynencie, trafił do belgijskiego klubu Noliko Maaseik. Spędził tam tylko rok, po czym przeniósł się do Włoch, do grającego w Serie A2 zespołu Cagliari. Swoje następne lata związał z tą drużyną. Przez trzy lata występował z nią w drugiej lidze. W sezonie 2005/2006 Cagliari grało w Serie A. Soto Zdobywał przeciętnie 13,9 punktu na mecz. Ekipa z Cagliari nie zdołała utrzymać  się  w pierwszej lidze i spadła do Serie A2. Gdy miał 15 lat zadebiutował w reprezentacji Portoryko, ale największy sukces osiągnął w lipcu 2006 kiedy wygrał Igrzyska Ameryki Środkowej i Karaibów. W finale Portorykańczycy pokonali Kubę 3:0. Soto zdobył 18 punktów, został też uznany MVP tego turnieju. Na Mistrzostwach Świata 2006 Portoryko zajęło 12. miejsce, ale Soto został najlepiej punktującym zawodnikiem całego turnieju. Był pierwszym siatkarzem z Portoryko, który zagrał w Serie A. W styczniu 2007 roku został pierwszym zawodnikiem ze swojego kraju grającym w lidze japońskiej. Podpisał kontrakt z Panasonic Panthers. Podczas Pucharu Panamerykańskiego w 2007 roku został najlepiej punktującym zawodnikiem. Od sezonu 2007/2008 do sezonu 2008/2009 był zawodnikiem klubu rosyjskiej Superligi Lokomotiwu Nowosybirsk. W sezonie 2009/2010 grał w tureckim zespole Arkas Spor Izmir i w sezonie 2010/2011 zawodnik Hyundai Capital Skywalkers. Od sezonu 2012/2013 występuje w Capitanes de Arecibo.